# Dobrovolný svazek obcí Broumovsko
Dobrovolný svazek obcí Broumovsko je svazek obcí (dle § 49 zákona č.128/2000 Sb. o obcích) v okresu Náchod, jeho sídlem je Broumov a jeho cílem je koordinování celkového rozvoje území DSO na základě společné strategie, společný postup při prosazování udržitelného života v území a společná propagace mikroregionu v cestovním ruchu. Sdružuje celkem 14 obcí a byl založen v roce 1997.

## Obce sdružené v mikroregionu
- Adršpach
- Božanov
- Broumov
- Hejtmánkovice
- Heřmánkovice
- Hynčice
- Jetřichov
- Křinice
- Martínkovice
- Meziměstí
- Otovice
- Šonov
- Teplice nad Metují
- Vernéřovice